# Cấu trúc dựa trên trọng lực

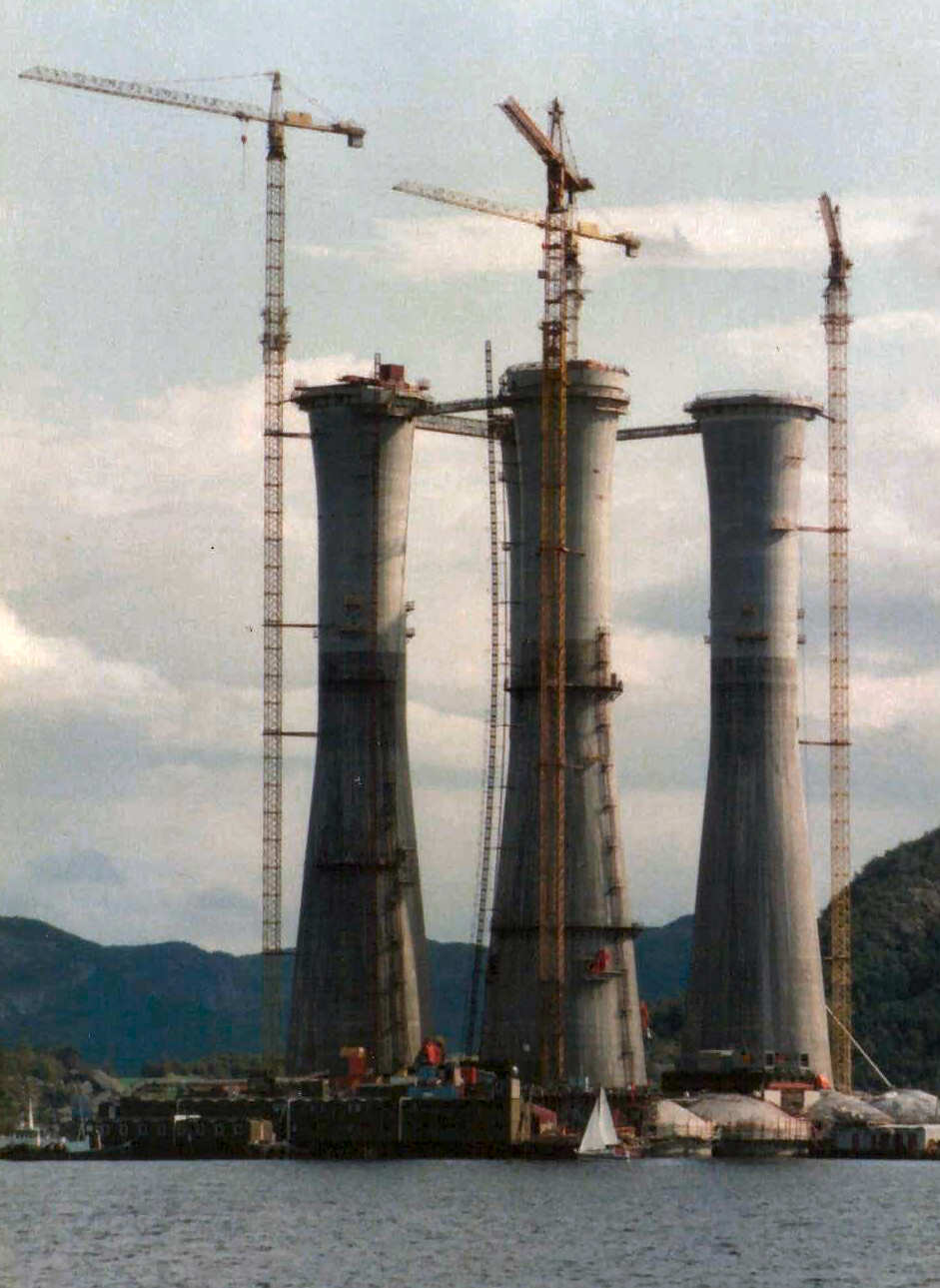
Một loại GBS Condeep đang được xây dựng ở Na Uy

Cấu trúc dựa trên trọng lực (Gravity-based structure - GBS) là cấu trúc hỗ trợ được giữ bởi trọng lực. Một ứng dụng phổ biến cho cấu trúc dựa trên trọng lực là một giàn khoan dầu ngoài khơi. Những cấu trúc này thường được xây dựng trong các vịnh hẹp vì khu vực được bảo vệ của chúng và đủ độ sâu là rất mong muốn để xây dựng. Một cấu trúc dựa trên trọng lực dự định sử dụng làm giàn khoan dầu ngoài khơi được xây dựng bằng bê tông cốt thép, thường có bể chứa hoặc các tế bào có thể được sử dụng để kiểm soát độ nổi của GBS đã hoàn thành. Khi hoàn thành, GBS được kéo đến vị trí dự định và chìm. Trước khi triển khai, một nghiên cứu về đáy biển phải được thực hiện để đảm bảo nó có thể chịu được tải trọng thẳng đứng tác động lên nó bởi cấu trúc đó.
Các cấu trúc dựa trên trọng lực cũng được sử dụng cho các nhà máy điện gió ngoài khơi. Đến cuối năm 2010, 14 trang trại gió ngoài khơi của thế giới đã được hỗ trợ bởi các cấu trúc dựa trên trọng lực. GBS phù hợp với độ sâu nước lớn hơn 20 m. Trang trại gió ngoài khơi được đăng ký sâu nhất với các cấu trúc dựa trên trọng lực là Ngân hàng Thornton 1, Bỉ, với độ sâu lên tới 27,5 m. Khi các nhà máy điện gió ngoài khơi đang phát triển kích thước và di chuyển đến vùng nước sâu hơn, GBS được coi là cạnh tranh so với các cấu trúc hỗ trợ khác.